# Alphomelon yanayacu
Alphomelon yanayacu (лат.) — вид мелких наездников-браконид рода Alphomelon из подсемейства Microgastrinae (Braconidae, Ichneumonoidea). Видовое название yanayacu происходит от имени типовой местности (Yanayacu, Эквадор).

## Распространение
Неотропика (Эквадор, Guayas, Yanayacu, Las Penas, 2°10'55.74"S, 79°52'31.98"W, на высоте 300 м).

## Описание
Паразитические наездники крупных для микрогастерин размеров. Основная окраска чёрная со светлыми желтоватыми отметинами. От близких таксонов отличается следующими признаками: задние голени почти полностью оранжево-желтые, только задняя 0,1 коричневая; размеры меньше — длина тела и передних крыльев 3,60—3,70 мм. Задние ноги преимущественно темные. Паразитируют предположительно на гусеницах бабочек-толстоголовок (Hesperiidae). Яйцеклад примерно равен по длине задней голени; проподеум морщинистый; первый тергит брюшка немного длиннее своей ширины; второй тергит много шире первого и короче третьего тергита. Жгутик усика 16-члениковый. Нижнечелюстные щупики 5-члениковые, нижнегубные щупики состоят из 3 сегментов. Дыхальца первого брюшного тергита находятся на латеротергитах.